# Mersch vasútállomás
Mersch vasútállomás Luxemburgban, Mersch településen található.

## Vasútvonalak
Az állomást az alábbi vasútvonalak érintik:
- CFL 10-es vonal

## Kapcsolódó állomások
A vasútállomáshoz az alábbi állomások vannak a legközelebb:
- Cruchten vasútállomás
- Lintgen vasútállomás